# Kościół św. Mateusza w Gryżowie
Kościół św. Mateusza w Gryżowie – rzymskokatolicki kościół filialny w Gryżowie, należący do parafii św. Katarzyny w Lipowej, w dekanacie Prudnik, diecezji opolskiej.

## Historia
Pierwsze wzmianki o kościele w Gryżowie pochodzą z 1376. Prawdopodobnie już w 1430 był to kościół parafialny. Do momentu przebudów w XVII i XVIII wieku, które zatarły cechy style, budynek był zaliczany do najlepszych przykładów budownictwa sakralnego okresów romańsko-gotyckiego. W 1725 na placu kościelnym została umieszczona barokowa rzeźba św. Jana Nepomucena, wykonana z piaskowca. Jest to jedna z najstarszych rzeźb Nepomucena w regionie. W czasie walk w rejonie wsi w 1945 zniszczony został hełm baniasty kościoła. Po zakończeniu II wojny światowej został zastąpiony sygnaturką.

## Architektura
Kościół usytuowany jest w centrum wsi, otoczony murem kamiennym z wyeksponowanymi starymi płytami nagrobnymi. Jest orientowany. Z zewnątrz od strony południowej i wschodniej jest ujęty trzema nieforemnymi przyporami. W centralnej osi zachodniej elewacji ujęte pasami boniowań prostokątne wejście z trójkątnym przyczółkiem, nad którym znajduje się oculus. Ściana szczytowa jest po bokach ujęta spływami, podzielona gzymsami. Szczyt wieńczy trójkątny przyczółek, poniżej znajduje się wnęka o łuku koszowym nadwieszonym.
Kościół posiada dach siodłowy o niemal równej wysokości kalenic. Nad nawą od strony zachodniej znajduje się ośmioboczna wieżyczka, którą wieńczy sygnaturka, nakryta daszkiem ostrosłupowym.
Najstarszą częścią kościoła jest prezbiterium o sklepieniu krzyżowo-żebrowym. Na kamiennym zworniku umieszczona jest płaskorzeźbiona głowa św. Jana Chrzciciela z ok. 1300. Kościół posiada wyposażenie pochodzące z różnych okresów budowy, m.in.: rzeźbę św. Anny Samotrzeciej (XV w.), żeliwną płytę wotywna Ukrzyżowania (2 p. XVI w.), ołtarz główny (XVII w.), obraz św. Mateusza (XVIII/XIX w.), konfesjonał (XVIII w.), obraz olejny Josepha Fahnrotha przedstawiający ubiczowanego Chrystusa w koronie cierniowej (XIX w.).